# Lilian Raolisoa
Lilian Raolisoa (* 16. Juni 2000 in Angers) ist ein französisch-madagassischer Fußballspieler, der beim SCO Angers in der Ligue 1 spielt.

## Karriere
Raolisoa begann seine fußballerische Ausbildung in seiner Geburtsstadt beim SCO Angers. In der Saison 2018/19 spielte er schon siebenmal für die zweite Mannschaft in der National 3 und schaffte den Aufstieg in die National 2. In der Folgesaison spielte er dann zwölfmal für das zweite Team und die Saison 2020/21 beendete er ohne Einsatz. In der Spielzeit 2021/22 kam er bei 15 Einsätzen zu seinem ersten Tor für die zweite Mannschaft. Am 19. Spieltag der Saison 2022/23 spielte er schließlich bei einer 1:2-Niederlage gegen Clermont Foot das erste Mal für die Profis in der Ligue 1.

## Erfolge
SCO Angers B
- Aufstieg in die National 2: 2019